# Imre Pozsonyi

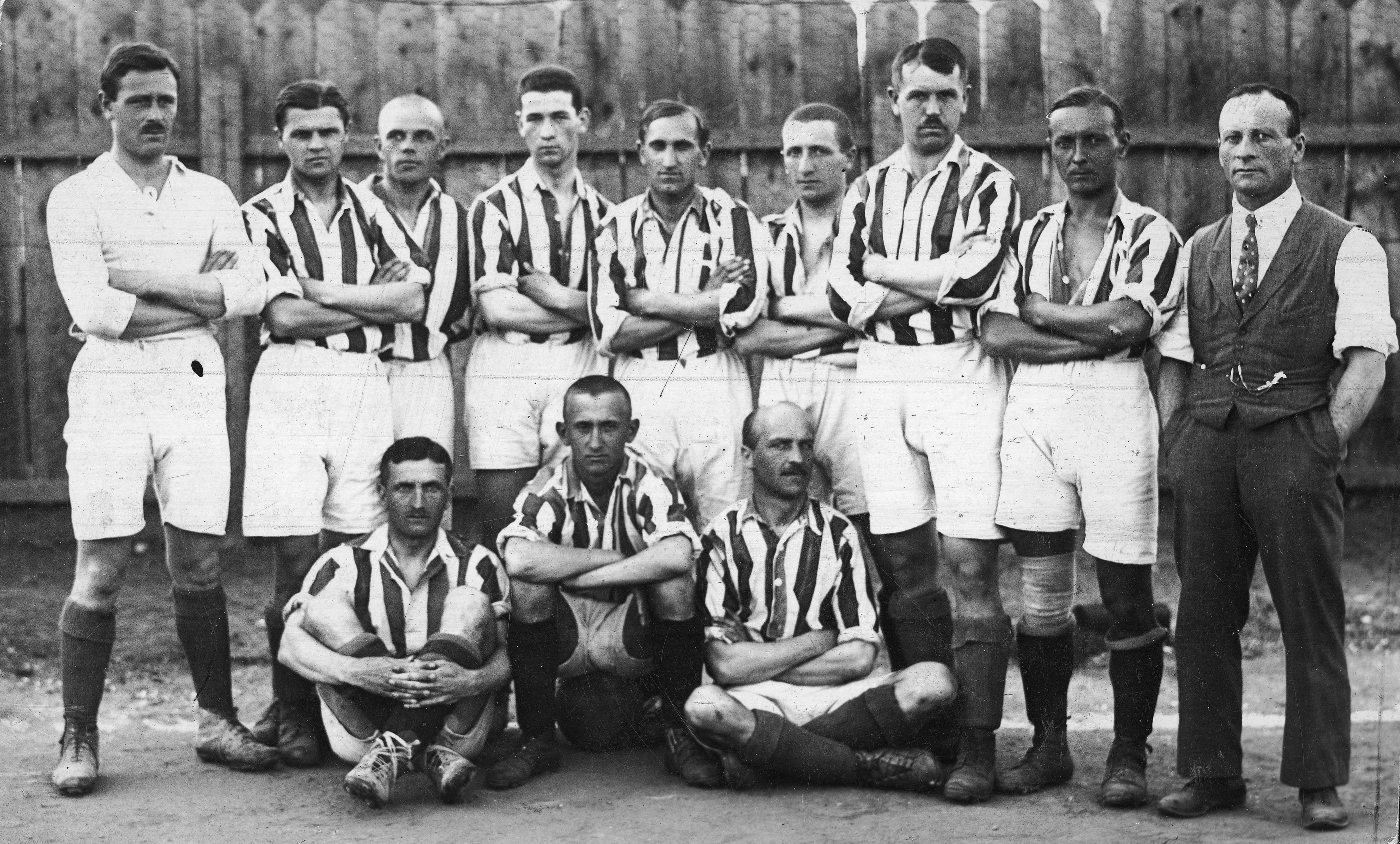
Pozsonyi jako trener Cracovii, mistrza Polski z 1921, stoi pierwszy od prawej

Imre Pozsonyi (ur. 12 grudnia 1880 w Kisbér, zm. 9 maja 1963 w Budapeszcie– węgierski piłkarz i trener.
Zawodnik klubów MÚE i MTK Budapeszt (kapitan). Występował na pozycji środkowego napastnika. 12 października 1902 roku zagrał w barwach reprezentacji Węgier w przegranym 0:5 meczu z Austrią.
Po zakończeniu kariery piłkarskiej trenował budapeszteński MTK. Od 1921 był szkoleniowcem Cracovii, z którą zdobył w tym samym roku pierwszy w historii polskich rozgrywek ligowych tytuł mistrza Polski.
Wraz z Józefem Szkolnikowskim przygotowywał, a 18 grudnia 1921 na stadionie Hungaria w Budapeszcie samodzielnie poprowadził jako trener reprezentację Polski do jej pierwszego w historii meczu międzypaństwowego (przegrana 0:1 z Węgrami).
Był trenerem klubu piłkarskiego FC Barcelona w latach 1924–1925. Zdobył z nim Puchar Hiszpanii oraz mistrzostwo Katalonii. Następnie wrócił na Węgry. W latach 1926–1928 trenował klub Građanski Zagrzeb (po wojnie nazwany Dinamo Zagrzeb), z którym w 1928 roku zdobył mistrzostwo Jugosławii.
Na początku lat 30. XX wieku wyemigrował do Meksyku i trenował tam Real Club España a następnie kluby w Stanach Zjednoczonych. Jeszcze w latach 30. wrócił na Węgry. Zmarł 2 października 1963 i został pochowany na cmentarzu Farkasréti w Budapeszcie.